# Jessami
Jessami är en ort i Indien.   Den ligger i distriktet Ukhrul och delstaten Manipur, i den östra delen av landet, 1 700 km öster om huvudstaden New Delhi. Jessami ligger 1 214 meter över havet och antalet invånare är 4 000.
Terrängen runt Jessami är kuperad västerut, men österut är den bergig. Runt Jessami är det ganska glesbefolkat, med 38 invånare per kvadratkilometer. Närmaste större samhälle är Phek, 6,4 km nordväst om Jessami. I omgivningarna runt Jessami växer i huvudsak blandskog.